# 薄叶葡萄
薄叶葡萄，也称闽赣葡萄，為鼠李目( Rhamnales)葡萄科（Vitaceae）葡萄属的一种植物。
产江西、福建、广东、广西。生山坡、沟谷林中或灌丛，海拔200-1000米。模式标本采自福建南平。
本种与东南葡萄V. chunganensis Hu相近，但本种圆锥花序狭窄，呈圆柱形，基部分枝不发达，叶基部多为圆形或近截形，稀微心形，基生3出脉，网脉两面显著突出。